# تقييم تأثير المناخ في القطب الشمالي
تقييم تأثير المناخ في القطب الشمالي (ACIA) هي دراسة تصف تغير المناخ المستمر في القطب الشمالي وعواقبه: الاحتباس الحراري وتقلص كمية الجليد البحري والذوبان غير المسبوق للصفائح الجليدية في جرينلاند، والعديد من التأثيرات على النظام البيئي والحيوانات والبشر. يعد تقييم تأثير المناخ في القطب الشمالي أول تقييم يُبحث فيه بشكل شامل ويُراجع بالكامل للبحث بشكل مستقل على أسباب ومظاهر تغير المناخ في القطب الشمالي وتأثيراته على المنطقة والعالم. وُجه المشروع من قبل مجلس القطب الشمالي الحكومي الدولي واللجنة الدولية غير الحكومية لعلوم القطب الشمالي. شارك ثلاثمائة عالم في هذه الدراسة على مدى ثلاث سنوات.
صدر التقرير التجميعي المؤلف من 140 صفحة لآثار ارتفاع درجة حرارة القطب الشمالي في نوفمبر 2004، وصدر التقرير العلمي في وقت لاحق في 2005.
تقع سكرتارية تقييم تأثير المناخ في القطب الشمالي في المركز الدولي لأبحاث القطب الشمالي بجامعة ألاسكا فيربانكس.

## الدراسات اللاحقة
يُحدِّث تقرير الإدارة الوطنية للمحيطات والغلاف الجوي حالة القطب الشمالي لعام 2006 بعض سجلات تقارير تقييم تأثير المناخ في القطب الشمالي. تُظهر الملاحظات المقدمة في تقرير الإدارة الوطنية للمحيطات والغلاف الجوي أدلة مقنعة على فترة مستمرة من الاختلافات في درجات الحرارة الدافئة في القطب الشمالي، مدعومة بأدلة للانخفاض المستمر في نسبة الجليد البحري، الذي لوحظ في كل من الشتاء والصيف، وانتشار هذه التغيرات على نطاق واسع في الغطاء النباتي في القطب الشمالي. تخف شدة الاحترار إلى حد ما من خلال التغيرات في الأنماط المكانية لدرجات حرارة الأرض وملوحة المحيطات ودرجة الحرارة. في حين لا تزال هناك تحولات كبيرة ومتفاوتة في مناطق عديدة، بالإضافة إلى تغيرات على سنوات متعددة في مناخ القطب الشمالي، فإن المدى المكاني الكبير للتغيرات الأخيرة في درجة حرارة الهواء والجليد البحري والغطاء النباتي أكبر مما لوحظ في القرن العشرين. يعد تقرير الإدارة الوطنية للمحيطات والغلاف الجوي مراجعةّ للظروف البيئية خلال السنوات الخمس الماضية مقارنة بتلك التي كانت في الجزء الأخير من القرن العشرين، والتي أجرتها مجموعة دولية متكونة من عشرين عالمًا مؤكدين إجماعًا على محتوى المعلومات وموثوقيتها.
كنشاط متابعة سنوي لتقرير الإدارة الوطنية للمحيطات والغلاف الجوي لعام 2006 عن حالة القطب الشمالي، تقدم الإدارة الوطنية للمحيطات والغلاف الجوي بطاقة تقرير تحتوي معلومات محدثة سنويًا ومراجعة جماعية للملاحظات الأخيرة للظروف البيئية في القطب الشمالي بالنسبة للتاريخ السجلات. يتمثل استنتاج عام 2010 في أن عودة القطب الشمالي إلى الظروف السابقة هو احتمال غير مرجح. سُجلت درجات حرارة قياسية عبر القطب الشمالي الكندي وجرينلاند، وذلك بانخفاض الغطاء الجليدي البحري الصيفي وانخفاض الغطاء الثلجي القياسي.
صدر في أبريل 2008 تقرير الصندوق العالمي للطبيعة المتعلق بعلم تأثير المناخ في القطب الشمالي- وهو تحديث منذ إطلاق تقييم تأثير المناخ في القطب الشمالي في اجتماع المنطقة القطبية الشمالية. يقدم مراجعة كبيرة ومحدثة لعلوم تأثير المناخ في القطب الشمالي منذ تقييم سنة 2005 لتأثير المناخ في القطب الشمالي. يمكن تحميل التقرير الكامل مجانًا من موقع الويب الخاص بالصندوق العالمي للطبيعة.